# Wizz Air Ukraine
Wizz Air Ukraine (em ucraniano:  Товариство з обмеженою відповідальністю „Авіалінії Візз Ейр Україна”) era uma subsidiária ucraniana da Wizz Air com hub no Aeroporto Internacional de Kiev, com operações adicionais menores fora do Aeroporto Internacional de Lviv. Encerrou as atividades em 20 de abril de 2015.

## História
A Wizz Air Ukraine iniciou suas operações domésticas na Ucrânia em 11 de julho de 2008 e posteriormente acrescentou voos internacionais. As operações domésticas foram posteriormente interrompidas.
Em outubro de 2013, a companhia aérea abriu sua segunda base no Aeroporto Internacional de Donetsk, implantando uma aeronave e abrindo seis novas rotas. No entanto, a base de Donetsk foi fechada em abril de 2014 devido à crise na Ucrânia.
Em 26 de março de 2015, foi anunciado que a Wizz Air Ukraine fecharia em 20 de abril de 2015 devido à crise na Ucrânia. Oito rotas de Kiev - metade delas para a Alemanha - foram assumidas pela empresa-mãe, Wizz Air, enquanto as dez rotas restantes de Kiev e Lviv para destinos na Itália, Espanha, Rússia e Geórgia atualmente operadas pela Wizz Air Ukraine cessaram totalmente. Os dois Airbus A320-200Airbus A320-200 da Wizz Air Ukraine foram adquiridos pela Wizz Air; um permanece em Kiev, o outro foi transferido para o Aeroporto Internacional de Košice.
Em novembro de 2018, foi relatado que a Wizz Air havia anunciado planos para reativar sua subsidiária Wizz Air Ukraine, aproximadamente três anos após seu fechamento. De acordo com o plano, a Wizz Air Ukraine buscará concluir a certificação em 2019, após a aquisição de vinte jatos A320/321 neo. As bases serão desenvolvidas em Kiev e em outras cidades do país. Em 2025, a meta é ter um fluxo de passageiros de 6 milhões de passageiros por ano.

## Frota

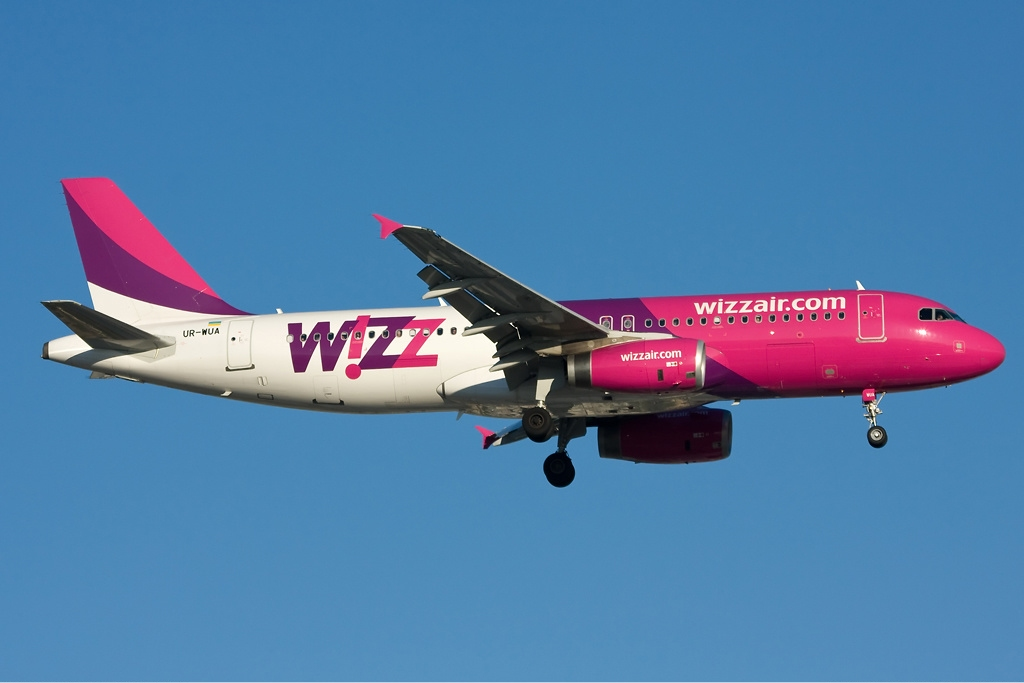
Airbus A320-200 da Wizz Air Ukraine

A frota da Wizz Air Ukraine consistia nas seguintes aeronaves em abril de 2015:
| Aeronaves       | Em Serviço | Ordens | Passageiros | Notas |
| --------------- | ---------- | ------ | ----------- | ----- |
| Airbus A320-200 | 2          | –      | 180         |       |
| Total           | 2          | 0      |             |       |